# Hexatoma nigrotrochanterata
Hexatoma nigrotrochanterata là một loài ruồi trong họ Limoniidae. Chúng phân bố ở miền Cổ bắc.